# Jung Min-ah
Jung Min-ah (sinh ngày 03 tháng 05 năm 1994) là một nữ diễn viên người Hàn Quốc. Cô bắt đầu sự nghiệp của mình với tư cách là một diễn viên nhí khi chỉ mới 6 tuổi, với vai diễn trong các bộ phim truyền hình như Damo (2003), Fashion 70's (2005) và Time Between Dog and Wolf (2007).
Cô theo học tại trường Đại học Chung-Ang, chuyên ngành Sân khấu Điện ảnh và vừa mới tốt nghiệp vào tháng 2 năm 2019.

## Các bộ phim đã tham gia

### Phim truyền hình
| Năm  | Tên phim                  | Vai                         | Kênh |
| ---- | ------------------------- | --------------------------- | ---- |
| 2002 | The Maengs' Golden Era    | Park Ha-na                  | MBC  |
| 2002 | Magic Kid Masuri          |                             | KBS2 |
| 2003 | Something About 1%        | Child getting surgery       | MBC  |
| 2003 | Damo                      | Chae-ok (khi còn nhỏ)       | MBC  |
| 2005 | Magic Fighter Mir & Gaon  | Baek Jang-mi                | KBS2 |
| 2005 | Thời trang thập niên 70s  | Han Kang-hee (khi còn nhỏ)  | SBS  |
| 2005 | That Woman                | Jung Da-in                  | SBS  |
| 2007 | Time Between Dog and Wolf | Ari (khi còn nhỏ)           | MBC  |
| 2008 | Women of the Sun          | Yoon Sa-wol (khi còn nhỏ)   | KBS2 |
| 2010 | Road No. 1                | Nữ sinh                     | MBC  |
| 2012 | Feast of the Gods         | Go Joon-young (khi còn nhỏ) | MBC  |
| 2013 | Đôi tai ngoại cảm         | Seo Do-yeon (khi còn nhỏ)   | SBS  |
| 2018 | Cuộc sống trên sao Hỏa    | Nhân viên tiệm Cafe (ep08)  | OCN  |
| 2018 | Mr. Sunshine              | Yeo-joo                     | tvN  |
| 2018 | Feel Good to Die          | Lee Jung-hwa                | KBS2 |
| 2019 | Bác sĩ Yo-han             | Kang Mi-rae                 | SBS  |

### Phim điện ảnh
| Năm  | Tên         | Vai diễn              |
| ---- | ----------- | --------------------- |
| 2002 | Yesterday   | Hee-soo (khi còn nhỏ) |
| 2006 | Almost Love | Dal-rae (khi còn nhỏ) |
| 2006 | Heart Is... | Ssi-daeng             |